# フライング・タイガー・ライン

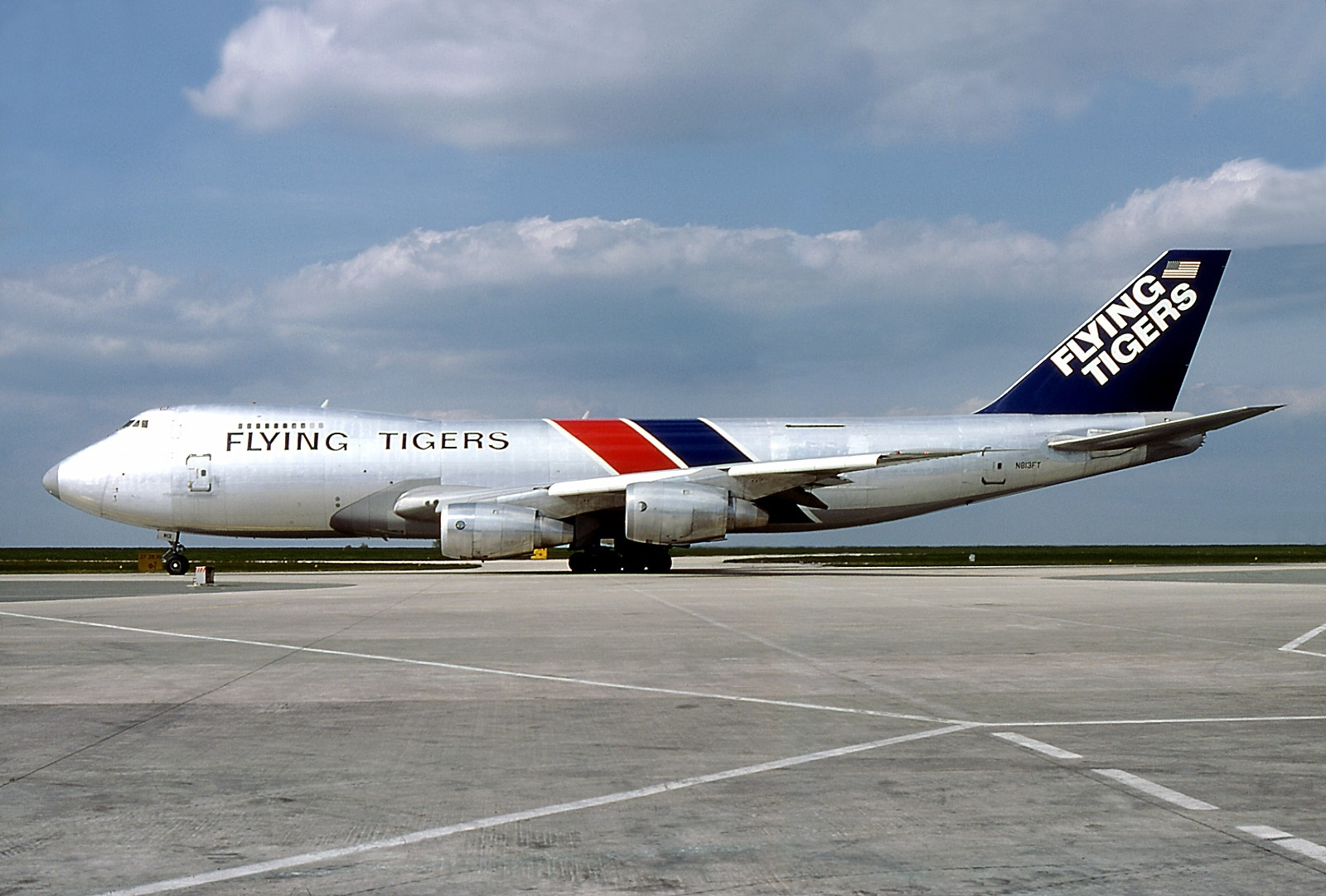
フライングタイガーで運航されていたボーイング747F貨物機（1981年撮影）

フライング・タイガー・ライン（Flying Tiger Line）とは、かつて運航を行っていた、アメリカ合衆国籍の貨物専門航空会社である。
日中戦争（支那事変）においてアメリカの「義勇軍」AVG: American Volunteer Groupとして自主参戦し、その後の第二次世界大戦中国ビルマ戦線にも参戦したことで有名な「フライング・タイガース」の元構成員が中心となり創業したことでも有名であり、かつては日本への定期貨物路線を持つだけでなく、在日アメリカ軍向けの軍需物資輸送のために在日米軍基地（横田、嘉手納等）にも飛来していた。また日本ではフライング・タイガー航空、フラタイとも呼ばれていた。

## 概略

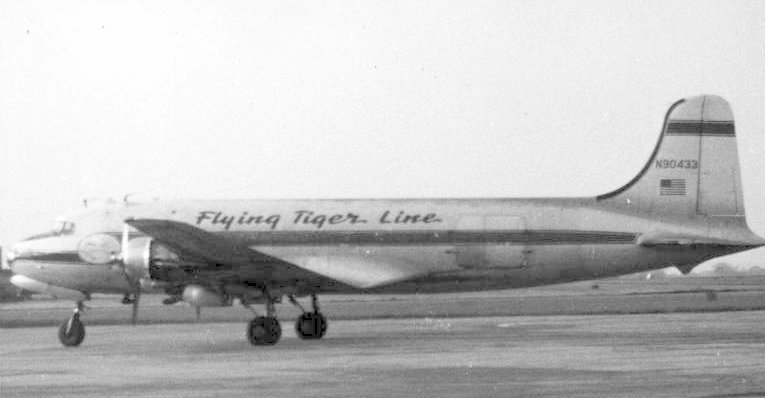
DC-4F（1955年）

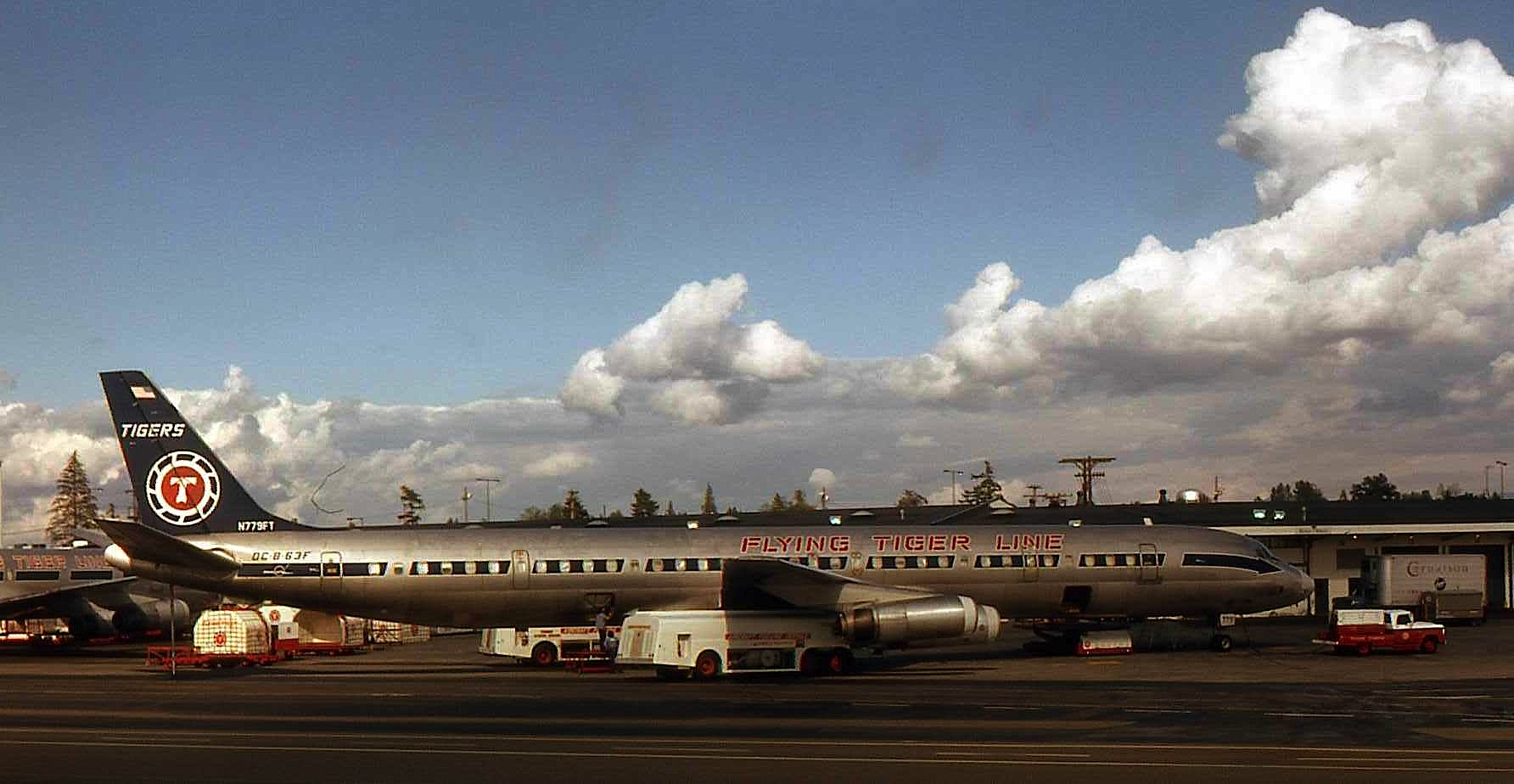
DC-8-63F

第二次世界大戦終結後の1945年、元フライング・タイガースの搭乗員10人などによって、アメリカでは初めての貨物専門航空会社である前身のナショナル・スカイウェイ・フレイト（National Skyway Freight）が設立された。当初の機材は大戦終結によって余剰となった海軍払下げの輸送機C-93を用いていた。翌年にはかつての部隊名にあやかった「フライング・タイガー」という社名に変更された。
同社は1949年にアメリカ国内の貨物航空路運航を認可され、1950年代にはダグラス DC-4やDC-6といったレシプロ貨物機により大西洋貨物路線を運航していた。また1950年に始まった朝鮮戦争では、アメリカ本国から兵站拠点となった日本や朝鮮半島にアメリカ及び国連軍の為の貨物チャーター便を多数運航していた。その後も民間貨物輸送のほか、世界各国に展開するアメリカ軍向けの貨物輸送便（MACチャーター便）を多数運航していた。
1961年にはカナディア CL-44輸送機を導入し、パレットローディング方式を活用するようになった。1965年には初のジェット輸送機となるボーイング707貨物専用機を導入し、1974年にはボーイング747貨物専用機を導入し、路線網を拡大するとともにその輸送力を増強した。なお1960年代後半－70年代前半にかけてベトナム戦争関連のMACチャーター便が多数運航された。

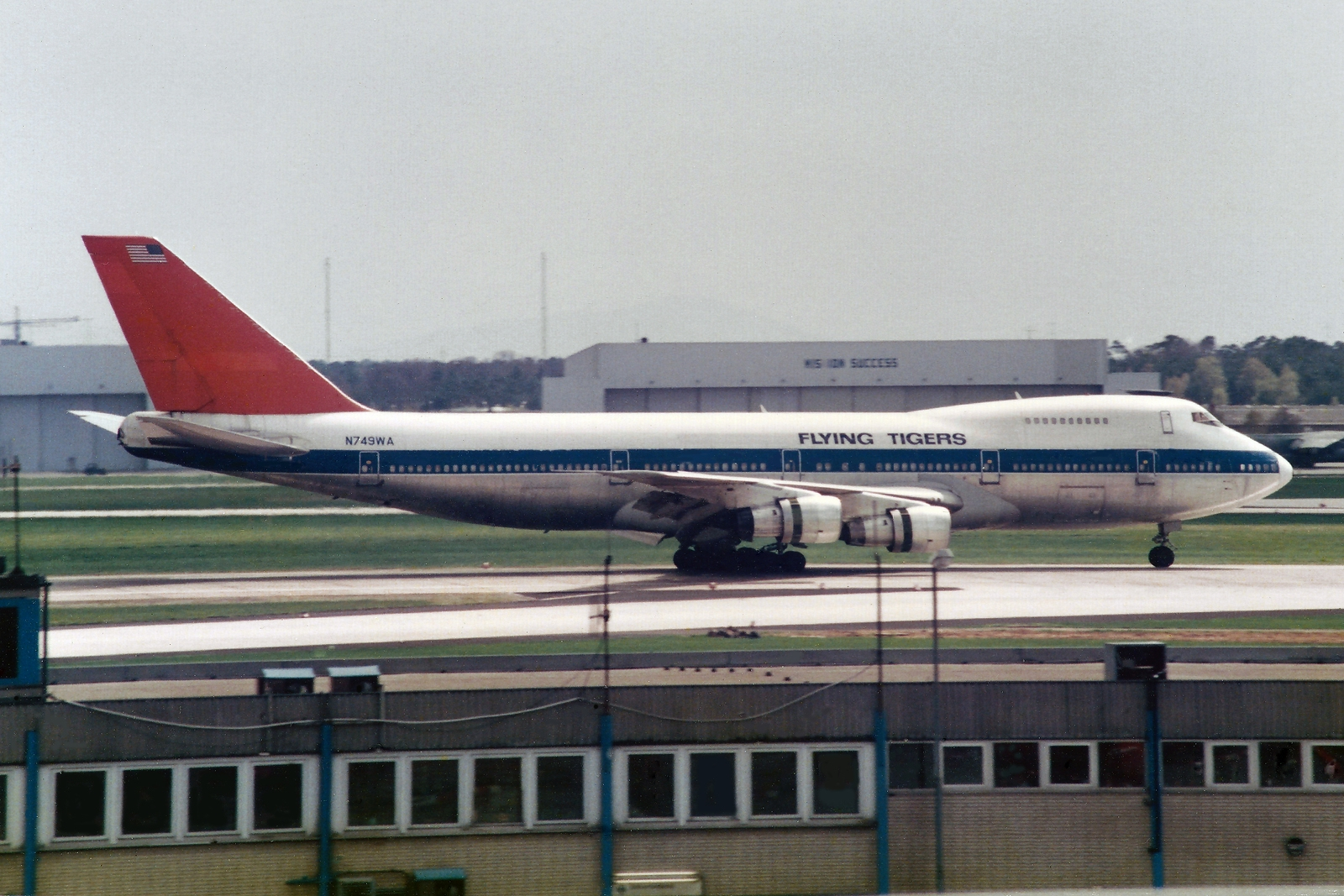
ボーイング747-273CF

1980年には米国第2位の貨物エアラインシーボード・ワールド航空(Seaboard World Airlines/SEW)を買収し、貨物専用機運航機数世界第一位の貨物エアラインに規模を拡大した。1980年代中頃には、フライングタイガーは世界の6つの大陸に貨物航空路を広げており、国際的にも多くの航空貨物を取り扱う航空会社のひとつであった。日本には成田国際空港や大阪国際空港などにもボーイング747やダグラスDC-8貨物専用機を使用した貨物便を多数運航し、特に新東京国際空港（成田）には東アジア地域の拠点空港として多くの定期貨物便を運航していた。
ボーイング社により割り当てられた顧客番号(カスタマコード)は49であり、新造機に対してはボーイング747-249Fといった記号が付けられた。なお登録記号はN***FTが多く用いられた。同社の貨物専用機は機体表面にカラーペイントによる化粧塗装を行わず、保護剤のみを塗布するポリッシュド・スキン、ベアメタルと呼ばれる機体軽量化策が施されていた。これらは、アメリカン航空、イースタン航空、ノースウエスト航空といった旅客機や、日本航空、大韓航空の貨物機でも存在していた。

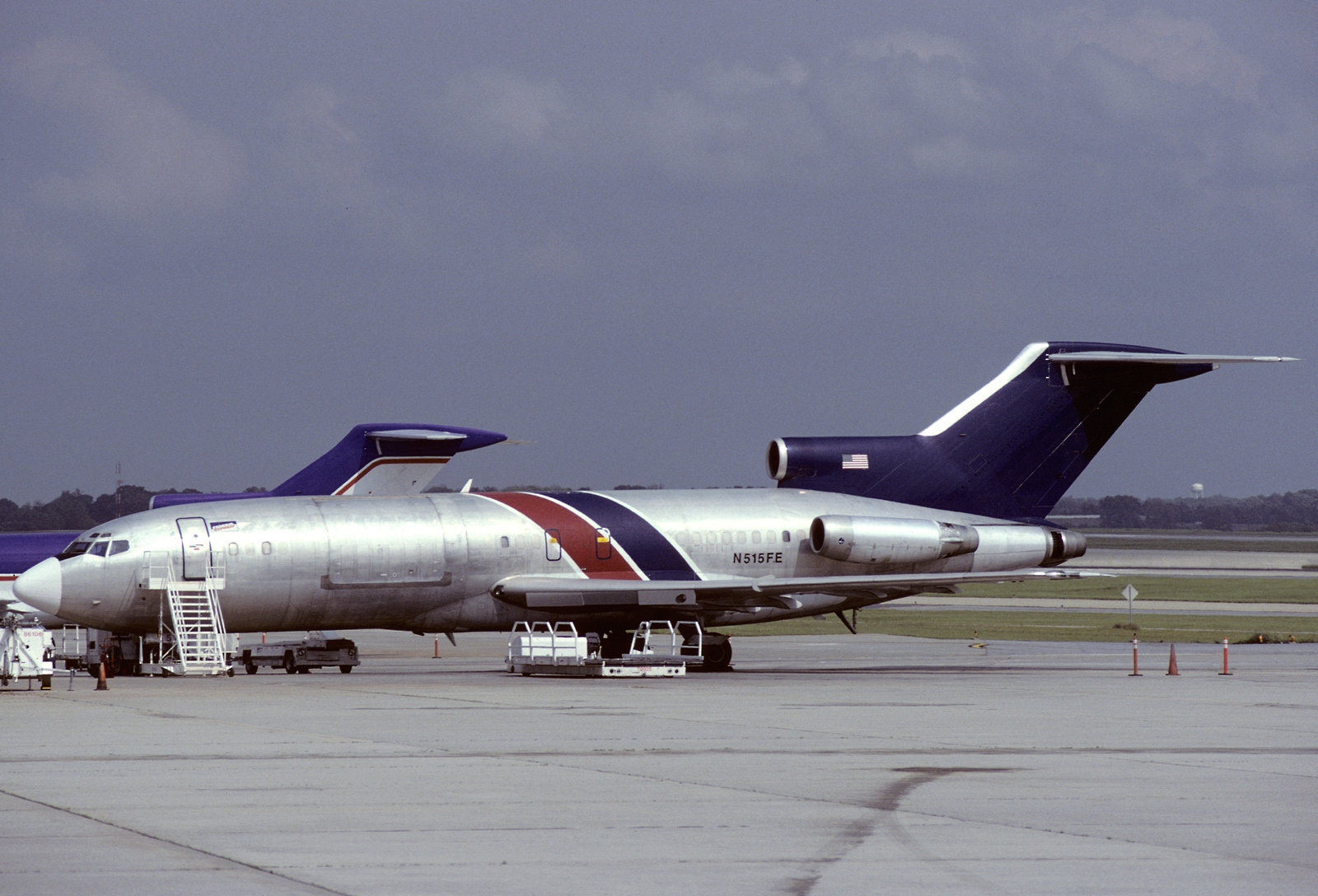
フェデックスと合併後のボーイング727（塗装はそのままだが機体記号はフェデックスのものに変更されている）

1980年代後半に入ると、米国経済停滞による貨物需要の減少・スペース供給量過剰、航空規制緩和政策による市場競争の激化等により、業績が悪化した。1988年12月にフライングタイガーは宅配便サービス大手のフェデラル・エクスプレス（フェデックス）に買収されることが発表され、1989年8月7日に統合され「フライングタイガー」の名称は消滅した。
後に、元従業員らによりポーラーエアカーゴが設立された。同社は買収や合併を経て、現在はアトラスエア(ATLAS AIR)およびDHLの合弁会社として運航を行っている。同社の機体尾翼に描かれる「サークルP」デザインはかつてのフライングタイガーの「サークルT」デザインを踏襲したものとなっている。なおポーラーエアカーゴやアトラスエアはボーイング747-8Fを運航しており、かつてのフライングタイガーの地位を継承する存在となっている。

## フリート（合併時）
ボーイング製航空機の顧客番号（カスタマーコード）は49だった。

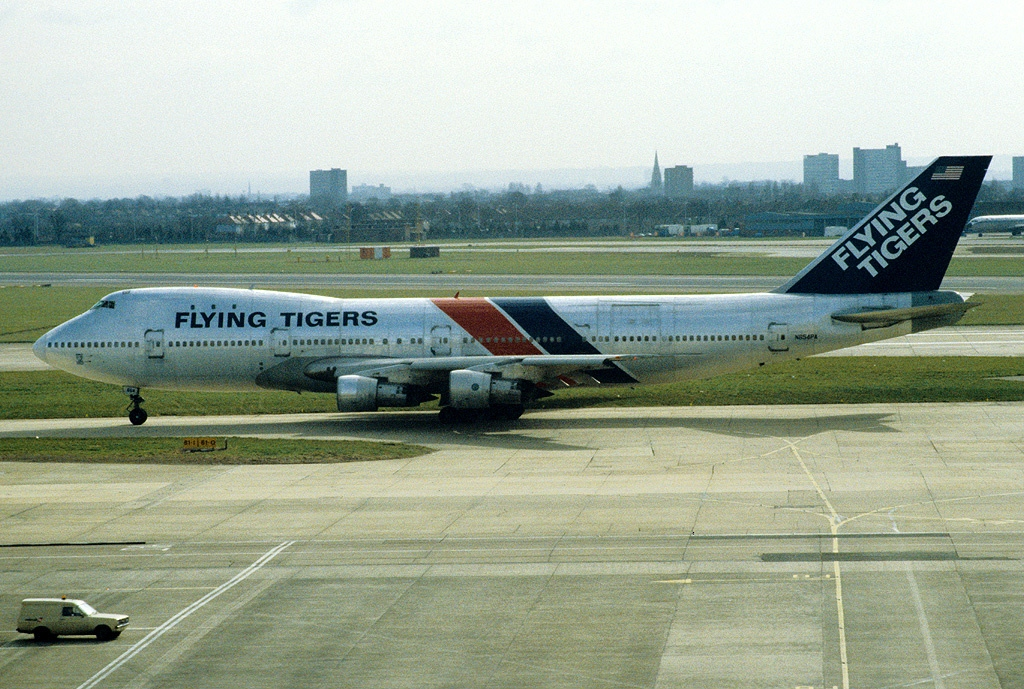
ボーイング747-121A-SF

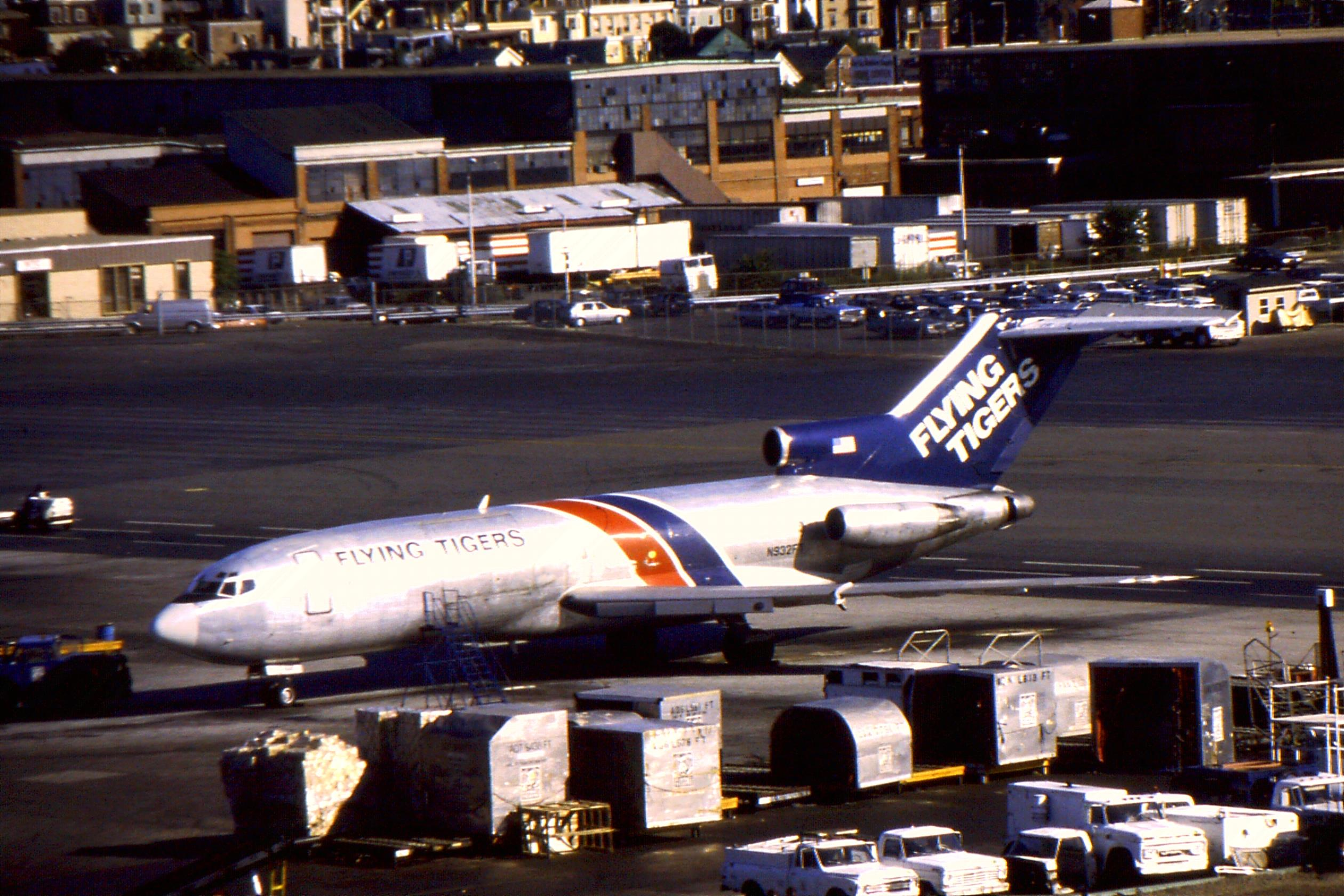
ボーイング727-100

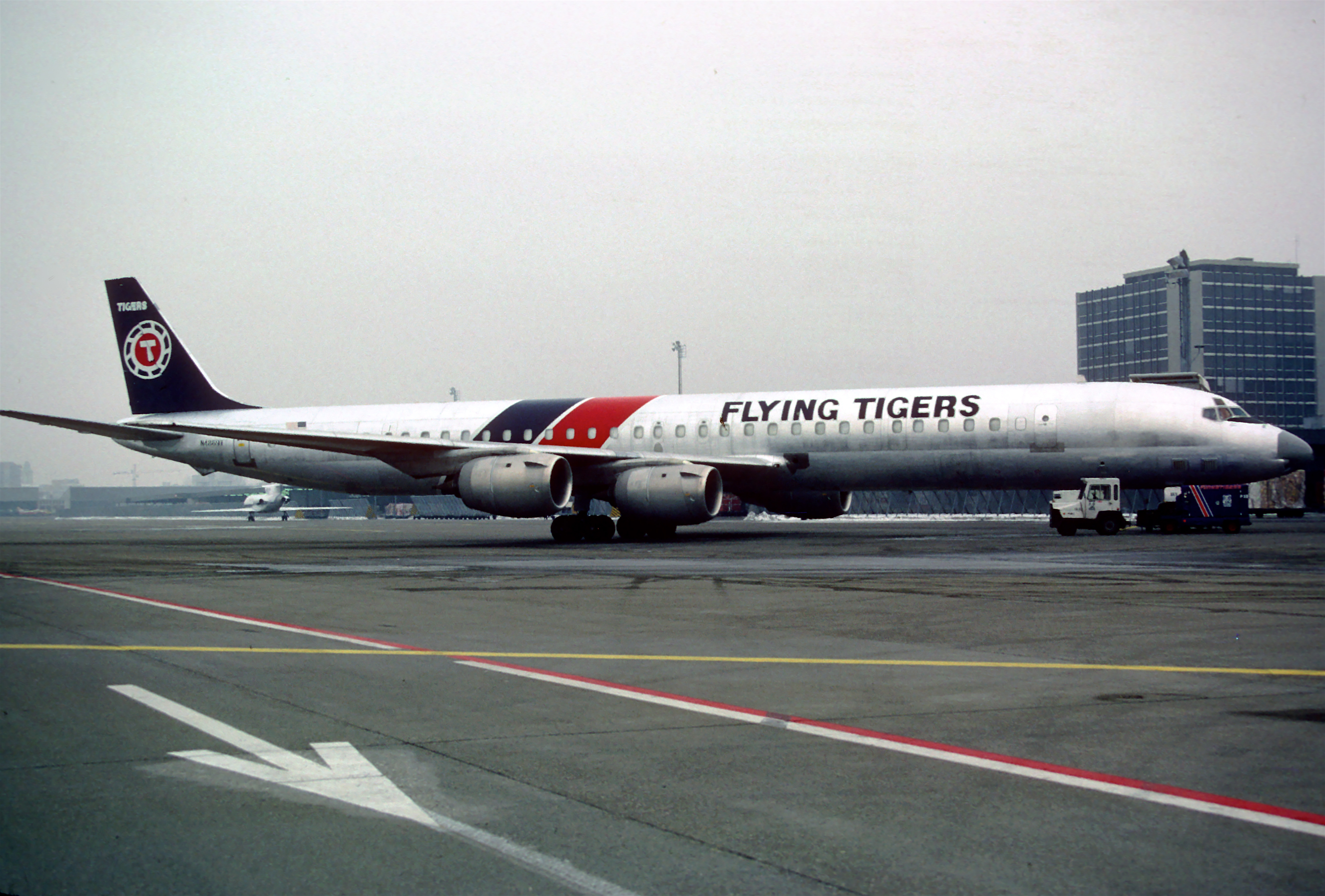
ダグラスDC-8-73F

- ボーイング 747-100SF　8機

アメリカン航空、デルタ航空、コンチネンタル航空、パンアメリカン航空から購入。世界でも最初期のBCF(ボーイング・コンバーテッド・フレーター）例である。
- ボーイング 747-200F/SF　13機

1980年に自社発注機(747-249F)が導入され、その後シーボード・ワールド航空、カーゴルックス航空からの中古機が加わった。全機ともフェデックスにへ編入され、機体番号は変更されたが新造のMD-11Fによる置き換えが早期に予定されたため１機(初代N631FE)のみを除いて旧フライングタイガーの塗装にフェデックスのロゴが入れただけとなった。
- ボーイング 727-100　19機

全て元全旅客型からの改修機。国内線で使用。
- DC-8-73　6機

### 航空事故
- フライング・タイガー・ライン45便那覇沖墜落事故（1970年）
- フライング・タイガー・ライン739便失踪事故（1962年）
- フライング・タイガー・ライン66便墜落事故（1989年）